# Tsimtsoum
 (janvier 2021).
Le tsimtsoum (de l'hébreu צמצום, contraction) est un concept de la Kabbale. Il traite d'un processus précédant la création du monde selon la tradition juive. Ce concept dérive des enseignements d'Isaac Louria (1534-1572), Ari zal de l'école kabbalistique de Safed, et peut se résumer comme étant le phénomène de contraction de Dieu dans le but de permettre l'existence d'une réalité extérieure à lui.

## Origine de la théorie du tsimtsoum
« Qu'est-il arrivé avant le commencement des temps pour que commencement il y ait ? » Jusqu’à ce qu’Isaac Louria s’intéresse à cette question, le Dieu des religions n’avait d’intérêt qu’en tant qu’il se manifestait aux hommes. Le Dieu d'avant la création n’était ni un souci, ni un problème important, selon Charles Mopsik.
« Comment Dieu créa-t-il le monde ? – Comme un homme qui se concentre et contracte sa respiration, de sorte que le plus petit peut contenir le plus grand. Il a ainsi concentré Sa lumière dans une main, à Sa mesure, et le monde fut laissé dans les ténèbres, et dans ces ténèbres il tailla les rochers et sculpta la pierre », explique Isaac Louria. Louria conçoit ainsi la première manifestation de Dieu. Nahmanide, un kabbaliste du XIIIe siècle, imaginait un mouvement de contraction originelle, mais jusqu’à Louria, on n’avait jamais fait de cette idée un concept cosmologique fondamental, remarque Gershom Scholem.
« La principale originalité de l'hypothèse lourianique tient au fait que le premier acte de la divinité transcendante — ce que les kabbalistes appellent le En Sof (l’Infini) — n’est pas « un acte de révélation et d’émanation, mais, au contraire, un acte de dissimulation et de restriction » ».

## Le retrait de Dieu
Cette thèse part de l’idée que la transcendance divine, le En Sof, ne laisse aucune place à la création, car il n’est pas possible d’imaginer en son être un domaine qui ne soit pas déjà en lui, puisque ce domaine, alors, contredirait l’infinitude du En Sof. Par conséquent, la création n’est possible que par « le retrait de Dieu en lui-même », c’est-à-dire par le tsimtsoum par lequel Dieu se contracte ou se concentre en lui-même pour permettre à quelque chose qui n’est pas le En Sof d’exister.
Cette contraction ou concentration crée le vide, c’est-à-dire l’espace, à l’intérieur duquel le cosmos prend place et s’organise peu à peu en se déployant à travers toute une série de mondes entrelacés. Une part de la divinité se retire afin de laisser place au processus créateur du monde, un retrait qui précède toute émanation, selon Louria.
La tradition talmudique mettait déjà en jeu le tsimtsoum. Ainsi, selon le Talmud, Dieu se contractait en lui-même pour se loger en un lieu unique, le Saint des saints du temple de Jérusalem. Mais Isaac Louria donne au tsimtsoum la signification inverse, note Scholem : « Il ne s’agit pas de concentration de la puissance de Dieu en un lieu unique », chez Louria, « mais de son retrait d’un lieu ».
Le lieu dont Dieu se retire ne consiste qu’en un « point », comparé à son infinité, mais ce point vide, ce point spatial, comprend le monde et tous ses degrés d’existence, tant spirituelle que corporelle, selon Louria. C’est l’espace primordial, appelé tehiru, par Louria, un terme repris du Zohar.

## Le jugement et la miséricorde
C’est à partir de cette conception que se précise ce en quoi consiste le En Sof dans la théorie lourianique. Le En Sof, selon Louria, comprend d'emblée deux aspects fondamentaux : celui de la Miséricorde (l’aspect masculin) et celui du Jugement (l’aspect féminin). L'un comme l'autre sont en lui de toute éternité. Mais l'un d'eux, l'aspect du Jugement (din), n'a pas de localisation propre : il est dissout comme du sel dans l'océan de la pure miséricorde. Le jugement y est imperceptible, « comme des grains de poussière infinitésimaux perdus dans un abîme de compassion sans bornes ».
Premier mouvement dans le En Sof allant vers l'émanation et la création des mondes, ces grains infimes de jugement, dissous au point d’être dépourvus de toute réalité propre, ces grains de jugement se recueillent et se condensent.
Ce degré zéro de manifestation équivaut au passage du néant à l'être, observe Charles Mopsik : « la création ex nihilo (yéch méayin), désigne ici le recueillement du Jugement, sa venue à l'être ou sa manifestation ».
L'être (doué du jugement) qui émerge primordialement du néant et qui constituera l'ossature des mondes, est à la source de toute rigueur et de toute sévérité, pour Louria. Cette émergence entraîne aussitôt un retrait de la puissance de miséricorde qui constitue les « masses d'eaux » de l'océan primitif, à savoir le En Sof. Ce retrait de l’océan de Miséricorde fait place à quatre mondes successifs : le monde de l’émanation, puis le monde de la création, puis le monde de la formation, enfin le monde de la fabrication (c’est-à-dire le monde actuel). En se retirant, Dieu laisse comme des traces de vagues sur une plage, des traces que Louria assimile aux reflets de la lumière de la Miséricorde, une sorte de résidu d'infini lumineux dans un univers limité par la puissance restrictive du Jugement.

## La théorie lourianique du tsimtsoum, selon Joseph Ibn Tabul
Louria a transmis sa théorie oralement à des disciples, principalement à Hayyim Vital (1542-1620) et à Joseph Ibn Tabul (1545-1610), qui l’exposeront ensuite par écrit. Mais la théorie que Joseph Ibn Tabul a livré dans son traité, Derush Hefzi-Bah, est plus complète que celle de Hayyim Vital dans son livre, Etz Haim (L'Arbre de Vie), selon Scholem et Mopsik.
Le Derush Hefzi-Bah d’Ibn Taboul, signale Scholem, « est d’une grande importance, car il contient la version de la doctrine du tsimtsoum, dont certains passages ont été supprimés par Vital », notamment en ce qui concerne le rassemblement des particules du Jugement et le reflet de la lumière divine. Hayyim Vital et Joseph Ibn Tabul présentent deux lectures différentes de la même théorie, en mettant l'accent sur des points différents.
Le tsimtsoum, selon Joseph Ibn Tabul, produit une sorte d’inversion : ce n’est plus le Jugement qui ressemble à du sel dissous dans l’océan de la Miséricorde ; c’est la Miséricorde, désormais, qui ne subsiste plus qu’à l’état d’un reflet lumineux dans un univers où le Jugement domine.
Le tsimtsoum est un acte de jugement et d’autolimitation. Le processus de création qu’il inaugure se poursuit par l’extraction progressive et par la purification de la puissance du Jugement (de la même manière que du sel extrait de l’eau de mer et purifié par vaporisation), alors que la lumière de la Miséricorde, omniprésente avant le tsimtsoum, ne subsiste plus dans le monde créé que comme « des gouttes d’huiles attachées aux parois d’un récipient après qu’il a été vidé ». Ce reflet lumineux est appelé reshimou.
C’est ce reflet qui va permettre au En Sof de faire descendre un Yod, la première lettre du Tétragramme, dans l’espace primordial. Le Yod crée, en puissance, l’écriture et la lecture. Il contient la puissance de formation et d’organisation de toute chose.
L’émanation divine agit, d’une part, comme outil de mise en forme qui descend du En Sof pour apporter ordre et structure dans le chaos de l’univers primitif, selon un mouvement descendant. L’émanation divine agit, d’autre part, comme récepteur de la lumière du En Sof, réfléchissant sa lumière, dans un mouvement ascendant (Louria reprend ici la théorie émise par son maître, Moïse Cordovero).

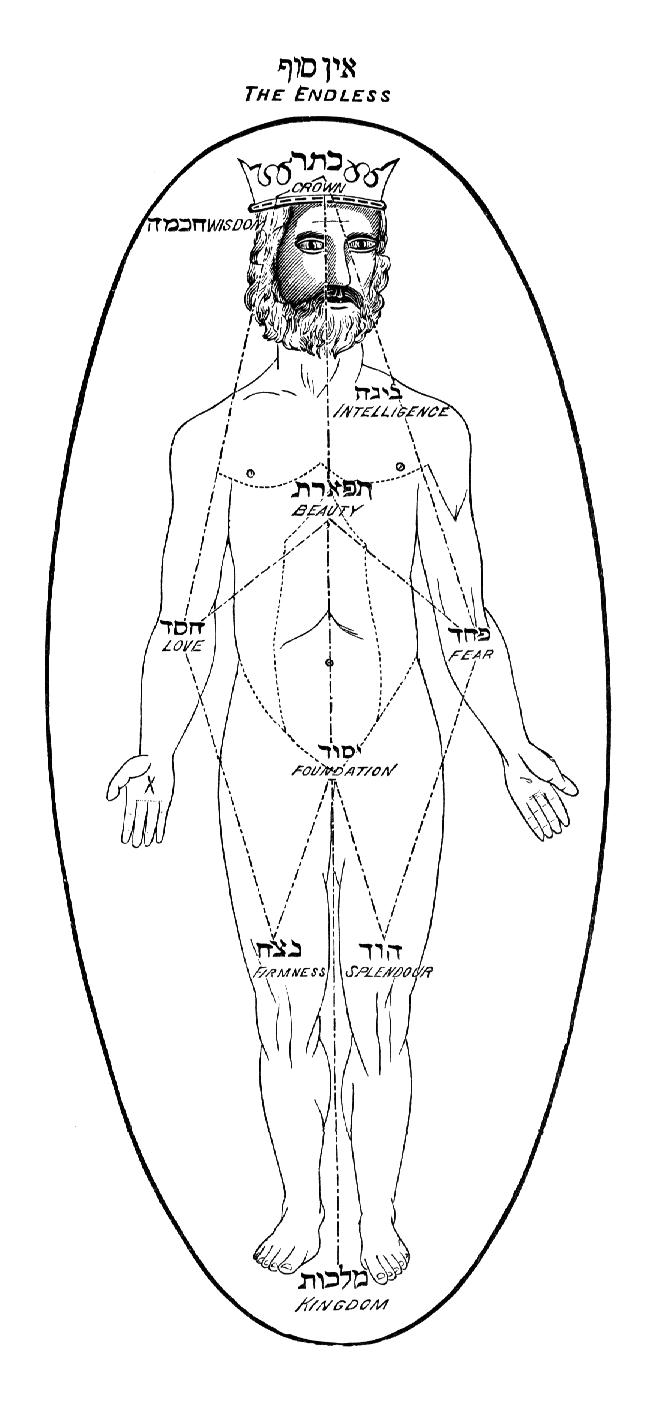
L’Adam Kadmon et les dix sefirot.

Ce processus génère la création des « vases » (kelim) dans lesquels la lumière divine est recueillie. Cette lumière prend sa forme la plus claire dans le « vase » appelé Adam Kadmon (l’homme primordial), créé par le mouvement descendant de la lumière divine, et le mouvement ascendant de sa réflexion.
Le tsimtsoum, en se produisant pareillement de tous les côtés de l’espace, crée une forme sphérique. Le rayon de lumière qui pénètre la sphère prend deux aspects : d’une part, le rayon se laisse entrevoir en cercles concentriques ; de l’autre, le rayon suit la trajectoire linéaire qui forme l’Adam Kadmon.
La forme d’un cercle et celle d’un homme indiquent, désormais, « les deux directions dans lesquelles se développent toutes les choses créées ». Le système s’inscrit comme un double battement dans la création : l’expansion (hitpashut) émanée de la lumière du En Sof, et la régression (histalkut) due au désir du En Sof de retourner sur lui-même (comme le reflet de la lumière vers sa source).
Ce double aspect du processus d’émanation est typique de la tendance dialectique de la kabbale lourianique. Toutes les étapes du développement des lumières émanantes ne sont pas uniquement circulaires ou linéaires ; elles se présentent également sous la forme de « lumière interne » et de « lumière environnante » dans les vases qui la recueillent, un mélange de lumière directe et de lumière réfléchissante. Dès lors, la création est conçue comme la double activité du En Sof émanateur et retournant vers lui-même à la suite du tsimtsoum.

## La théorie lourianique du tsimtsoum, selon Hayyim Vital
Vital décrit un système où, avant la création des mondes, Dieu emplissait tout l'espace. Quand Dieu voulut créer les mondes, Il retira sa lumière et dans ce « vide » formé, dans cet espace, de Dieu émana un rayon de Lumière. Cette Lumière subit de nombreux Tsimtsoumim (restrictions) ; chaque Tsimtsoum opérant une diminution graduelle de la lumière divine et une adaptation à la capacité de réception des êtres créés.
Le tsimtsoum est la « dissimulation » de la force vitale, cette dissimulation constitue le Keli c’est-à-dire le récipient (le « vase ») et la force vitale qui traverse le contenant est appelée « Lumière ». L'ensemble du keli (au pluriel kelim) et de la Lumière constitue les Sephiroth, les dix vases primordiaux. Les kelim limitent la Lumière divine ; mais en même temps la révèlent.
Chaque monde a sa capacité propre de réception et de dévoilement de cette lumière. De la lumière originelle, directe et émanante (or qadoum) — qui emplissait l'espace de manière égale et sans différence de degré avant le tsimtsoum — jaillit une lumière émanée (or néetsal), réfléchie dans le vide laissé par le tsimtsoum. Cette lumière émanée constitue le olam ha-Atziluth, le monde de l’Émanation ou du Divin. La création engendre, d'autre part, successivement, l'olam haBeryah ou monde de la Création, l'olam haYetzirah ou monde de la Formation, et le olam haAssya ou monde de l'Action (ce schéma dérive de la théorie de Moïse Cordovero dans son Pardes Rimonim (chap. 16), on le retrouvera chez Moché Haïm Luzzatto).
Lors de la Création du monde Dieu a, en quelque sorte, restreint sa lumière par le tsimtsoum, et dans le vide formé par ce retrait, il laissa un Reshimou, une « empreinte », une rémanence lumineuse (le vide n'est pas vide) ; ce reshimou est la trace de Lumière restante.

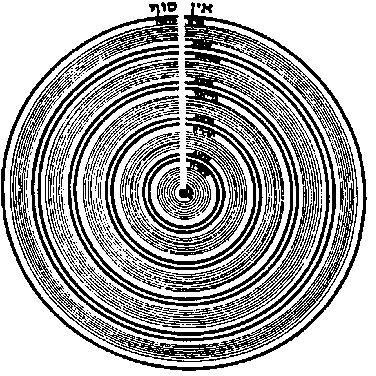
Une représentation de l'émanation des cercles et du rayon du En Sof d'après la théorie lourianique.

Dans un second temps, Dieu envoie dans ce monde ainsi créé un fil de lumière, un Kav, qui dans son développement va constituer dix cercles. Cette étape de la Création est appelée Igoulim (cercles). Ces cercles sont concentriques, comme des pelures d'oignons. Cette Lumière émanant du En Sof contient l'ensemble des Sephiroth et se divise en deux rayonnements : l'un, intérieur (penimi), constitue l'âme, le divin, et l'autre, périphérique (maqeph), constitue le monde de la séparation (le monde des corps). Il en est de même pour chacun des trois autres mondes. Ici, la question qui se pose est de savoir comment concevoir du divin émané du divin. Dieu est par essence Un (Echad) mais « c'est en concevant le vide en soi pour accueillir l'altérité du monde, c'est en se retirant de lui-même en lui-même que Dieu créa le monde. De ce vide de Dieu, surgit le monde. La création de l'espace vide rend possible l'altérité à partir de la séparation », note Marc-Alain Ouaknin.
À la suite du Tsimtsoum, il y a épaississement de cette lumière restante qui va constituer le Keli (le vase). Le Keli trouve son origine dans le Reshimou. La Sephira (au pluriel Sephiroth) est constituée par le vase et le OR (Lumière) venue du Kav, lumière réfléchie dans un second temps.
Le monde des Igoulim est aussi appelé le monde du Tohu (Monde chaotique). Les lumières divines ont une intensité démesurée par rapport à la capacité du vase qui sont les Sephiroth des Igoulim (en cercles concentriques), il y a alors brisure des réceptacles qui ne peuvent contenir cette Lumière intense. C'est le stade de Chevirat hakelim (brisure des récipients).

### Textes
- Joseph Ibn Tabul, Derush Hefzi-Bah, publié dans Simhat Cohen de Massud ha-Kohen al-Haddad, Jérusalem, 1921, réédité par Weinstock, Jérusalem, 1981.
- Hayyim Vital, Etz Haim (L'Arbre de Vie), édité par Isaac Satanow, Korsec, 1782 ; réédité à Varsovie en 1890 et à Tel-Aviv en 1960.
- Naphtali Bacharach, Emek ha-Melekh (La Vallée des rois), une version de la théorie lourianique par un rabbin allemand du XVIIe siècle, proche de la version d'Ibn Tabul, éditée à Amsterdam en 1648 ; rééditée par Yerid ha-Sefarim, Jérusalem, 2003.
- Christian Knorr von Rosenroth, Kabbala denudata, ouvrage monumental qui contient une traduction latine partielle du Etz Haim de Hayyim Vital, ainsi qu'une traduction complète du Emek ha-Melekh de Naphtali Bacharach, parmi bien d'autres traductions latines de textes de la Kabbale, avec des commentaires de l'auteur, éditée à Sulzbach à 1677, pour le premier volume, et à Francfort en 1684 pour le second. Ce fut le principal véhicule de la théorie lourianique dans le monde chrétien. C'est l'ouvrage que connaissaient Leibniz ou Newton.

### Études
- Gershom Scholem, Les grands courants de la mystique juive, Payot, Paris, 1954.
- Gershom Scholem, La kabbale, trad. de l'anglais., Gallimard, coll. Folio essais, Paris, 1974.
- Charles Mopsik, Aspects de la Cabale à Safed après l’Expulsion, dans Inquisition et pérennité (ouvrage collectif) sous la direction de David Banon, Le Cerf, 1992.
- Marc-Alain Ouaknin, Concerto pour quatre consonnes sans voyelles, Balland, Paris, 1992.
- Gérard Nahon, La Terre sainte au temps des kabbalistes, 1492-1592, Albin Michel (Présences du judaïsme), Paris, 1997.
- Gershom Scholem, La Kabbale. Une introduction, origines, thèmes et biographies, Le Cerf, Paris, 1998.
- Eliahu Klein, Kabbalah of Creation: Isaac Luria's Earlier Mysticism, Jason Aronson Publishers, Northvale, New York, 1999.
- Charles Mopsik, Cabale et Cabalistes, Albin Michel, Paris, 2003.